# Neolophonotus montanus
Neolophonotus montanus là một loài ruồi trong họ Asilidae. Neolophonotus montanus được Ricardo miêu tả năm 1920. Loài này phân bố ở vùng nhiệt đới châu Phi.